# Prava LGBT osoba u Bugarskoj
Lezbijke, gejevi, biseksualne i transrodne osobe mogu naići na legalne prepreke u Bugarskoj. Istospolni su odnosi legalni, ali država ne prepoznaje životno partnerstvo ili bračnu jednakost. 
Diskriminacija na temelju seksualne orijentacije zabranjena je 2004. godine. Premda Bugarska nema istospolni brak, bugarski je sud prepoznao istospolni brak sklopljen u Francuskoj u srpnju 2019. godine.

## Zakoni
Istospolni homoseksualni odnosi postali su legalni 1968. godine. Od 2002., „dob pristanka” je 14 godina neovisno o spolu ili seksualnoj orijentaciji. Nekoliko zakona zabranjuje diskriminaciju na temelju seksualne orijentacije.
Osobe iz skupine LGBT+ smiju služiti u vojsci. Brak je definiran kao zakonom uređena zajednica žene i muškarca 1991. godine.

## Javno mnijenje
Sociološka istraživanja pokazuju da od 2002. do 2023. homofobije ima sve manje u bugarskom društvu,[nedostaje izvor] ali dug je put od tolerancije prema prihvaćanju. Bugarska pravoslavna Crkva snažan je oponent prava LGBT-osoba.
Poznata bugarska homoseksualna osoba jest glumac Marius Kurkinski, kojem se ne sviđaju istospolni brakovi.